# Altenglan-Formation
Die Altenglan-Formation ist in der Erdgeschichte eine lithostratigraphische Gesteinseinheit des Rotliegend des Saar-Nahe-Beckens. Sie folgt auf die Remigiusberg-Formation und wird von der Wahnwegen-Formation überlagert. Die chronostratigraphische Datierung ist noch unsicher. Vermutlich ist sie noch in das höchste Karbon zu stellen.

## Namengebung und Begriffsgeschichte
Die Altenglan-Formation ist nach dem Ort Altenglan im Landkreis Kusel in Rheinland-Pfalz benannt. Der Name wurde bereits 1910 von Ludwig von Ammon und  Otto Maria Reis als „Altenglahner Stufe“ (nach der alten Schreibweise von Altenglan) in der Literatur verwendet. Paul Kessler benutzte 1914 den Begriff „Altenglaner Schichten“. 1990 änderte Karl Stapf den Begriff wiederum in Angleichung an die Richtlinien für Lithostratigraphie in Altenglan-Formation um.

## Definition, Korrelation und Alter
Die Altenglan-Formation besteht aus grauen und graugrünen Feinsand- und Tonsteinen, in die selten rotgefärbte Feinsand- und Tonsteine eingelagert sind. In diese Folge sind Bänke von grauen Kalksteinen eingeschaltet, die im unteren und mittleren Abschnitt regional weit zu verfolgen sind. In der Folge treten auch einige dunkelgraue bis schwarze Tonsteine („Schwarzpelite“) auf. Selten enthält die Formation auch geringmächtige rhyolithische Tuffe und Kohleflöze. Die Untergrenze wird vom Farbwechsel in den Peliten von rot nach grau unterhalb der Altenglaner Kalksteinzone gebildet. Die Obergrenze wird wiederum anhand eines Farbwechsels in der Peliten gezogen, diesmal von grau nach rot. Die Altenglan-Formation keilt zum Beckenrand hin aus und wird dort durch die Wadern-Formation vertreten. Die Mächtigkeit der Altenglan-Formation variiert von etwa 20 bis 130 m; an der Typlokalität hat sie eine Mächtigkeit von 105 m. Sie wird formal lithostratigraphisch nicht in Suformationen untergliedert, enthält aber in Rheinland-Pfalz einige wichtige Leitbänke: Hirschfeld-Bank (mit Kohlenflöz), Ottweiler-Bank, Reckweilerhof-Bank (mit dem Reckweilerhof-Tuff), Hauptkalk-Bank und die Kochenrain-Bank.

## Ablagerungsraum und Fossilien
Es handelt sich fast ausschließlich um lakustrine Ablagerungen mit geringen Anteilen an fluviatilen Schüttungen. Die Seehorizonte sind z. T. beckenweit verfolgbar. Die Schichten enthalten zahlreiche Fossilien, darunter Pflanzenfossilien (Schachtelhalme und Farne), Süßwasserschnecken, Röhrenwürmer (Spirorbis), Muscheln, Muschelkrebse (Ostracoda), Kiemenfußkrebse (Branchiopoda) und Wirbeltierreste wie die des Branchiosauriers Apatheon, Haizähne und -schuppen (Hybodontiformes und Xenacanthiformes), Acanthodier, Knochenfische, Lungenfische, Quastenflosser sowie selten Temnospondylier-Reste. Außerdem wurden weitere Amphibien und Reptilien durch ihre Fährten nachgewiesen.